# 존 바스
존 배스(Jon Bass, 영어 발음: /bæs/, 1989년 9월 22일 ~ )는 배우이다.
벨레어에서 태어났다.

## 출연 작품

### 텔레비전
- 뉴스룸 (2014)
- Miracle Workers (2019-23)